# Akzeptanzmanagement
Akzeptanzmanagement ist ein Begriff aus der Betriebswirtschaft, der die mit vorhandenen Kundenbedürfnissen und -wünschen übereinstimmende Entwicklung eines Produktes oder einer Dienstleistung bezeichnet.
Dabei geht es vor allem um die Steuerungsmechanismen für diese Form der Produktentwicklung. Ein Produkt wird anhand von echten Bedürfnissen der Kunden entwickelt und iterativ (in Stufen) oder in Projektphasen überprüft und zur Marktreife gebracht. 
Das Akzeptanzmanagement als Teil einer kundenorientierten Produktentwicklung basiert auf drei Säulen:
- Erlebbarmachen der Produkte, bzw. Konzepte
- Evaluierung der Akzeptanz mit Marktforschungsinstrumentarien wie zum Beispiel Kundenbefragungen
- Integration der Prozesse in die Entscheidungsabläufe

DART (Dynamic Acceptancemodel for Re-Evaluating Technologies) ist eine national und international verbreitete Methodik zur Akzeptanzmessung.